# Proteuxoa ignobilis
Proteuxoa ignobilis är en fjärilsart som beskrevs av Walker 1856. Proteuxoa ignobilis ingår i släktet Proteuxoa och familjen nattflyn. Inga underarter finns listade i Catalogue of Life.